# Isabel de Navarre
Pour les articles homonymes, voir Navarre (homonymie).
Isabel Duval de Navarre, née le 25 juin 1956 à Bad Tölz (Bavière), est une patineuse artistique allemande, championne d'Allemagne de l'Ouest en 1975.

## Biographie

### Carrière sportive
Isabel de Navarre, d'origine espagnole, commence à patiner à l'âge de trois ans sur une patinoire de Bad Tölz qui n'avait pas de toit à l'époque. Elle veut rivaliser avec sa sœur Yvonne, qui se classe septième des championnats d'Allemagne de 1969. Elle est également fortement inspirée par des patineurs artistiques comme Mona et Pierre Szabo (Suisse), Günter Anderl (Autriche), Manfred Schnelldorfer, Gudrun Hauss et Walter Häffner (tous d'Allemagne de l'Ouest) au camp d'entraînement d'été de Bad Tölz.
Elle s'entraîne à l'Eisclub Bad Tölz sous la direction de Trude Bacherer de Vienne. Lors de la saison 1970-1971, elle suit les conseils de son entraîneur pour déménager à Garmisch-Partenkirchen et s'entraîner avec Erich Zeller, qui l'entraîne jusqu'à la fin de sa carrière amateur. Sur le plan national, elle est quatre fois vice-championne d'Allemagne de l'Ouest et une fois championne en 1975.
Elle représente son pays à quatre championnats européens (1972 à Göteborg, 1974 à Zagreb, 1975 à Copenhague et 1976 à Genève), deux mondiaux (1975 à Colorado Springs et 1976 à Göteborg) et deux Jeux olympiques d'hiver (1972 à Sapporo et 1976 à Innsbruck).
Elle était considérée à son époque comme une des meilleures patineuses du monde dans les figures imposées et remporte cet élément aux Jeux olympiques d'Innsbruck de 1976.
Elle quitte les compétitions sportives après les mondiaux de 1976.

### Reconversion
Isabel de Navarre devient un spécialiste technique de l'Union internationale de patinage ; elle est aussi entraîneure de patinage artistique diplômée.

### Famille
Elle a une sœur, Yvonne, de huit ans son aînée, qui pratique également le patinage artistique, au niveau national.

## Palmarès
| Compétitions principales            | 1972    | 1973    | 1974    | 1975    | 1976    |  |  |  |  |  |  |  |  |  |  |  |
| Jeux olympiques d'hiver             | 14e     |         |         |         | 5e      |  |  |  |  |  |  |  |  |  |  |  |
| Championnats du monde               |         |         |         | 6e      | 6e      |  |  |  |  |  |  |  |  |  |  |  |
| Championnats d'Europe               | 11e     |         | 8e      | 5e      | 4e      |  |  |  |  |  |  |  |  |  |  |  |
| Championnats d'Allemagne de l'Ouest | 2e      | 2e      | 2e      | 1re     | 2e      |  |  |  |  |  |  |  |  |  |  |  |
|                                     |         |         |         |         |         |  |  |  |  |  |  |  |  |  |  |  |
| Autres Compétitions                 | 1971/72 | 1972/73 | 1973/74 | 1974/75 | 1975/76 |  |  |  |  |  |  |  |  |  |  |  |
| Trophée Richmond                    | 7e      |         |         | 2e      |         |  |  |  |  |  |  |  |  |  |  |  |
| Skate Canada                        |         |         | 10e     |         |         |  |  |  |  |  |  |  |  |  |  |  |
| Moscou Skate                        |         | 2e      |         |         |         |  |  |  |  |  |  |  |  |  |  |  |
|                                     |         |         |         |         |         |  |  |  |  |  |  |  |  |  |  |  |